# Thinking of You
"Thinking of You" je píseň z alba One of the Boys americké popové zpěvačky Katy Perry. Píseň byla 12. ledna 2009 vydána jako třetí singl alba. Píseň je jednou ze tří písní alba, které zpěvačky napsala bez spopráce dalších autorů. Tato píseň je jednou z prvních zpěvaččiných písní, které začala psát, když ke svým třináctým narozeninám dostala kytaru od církve.

## Žebříček úspěšnosti

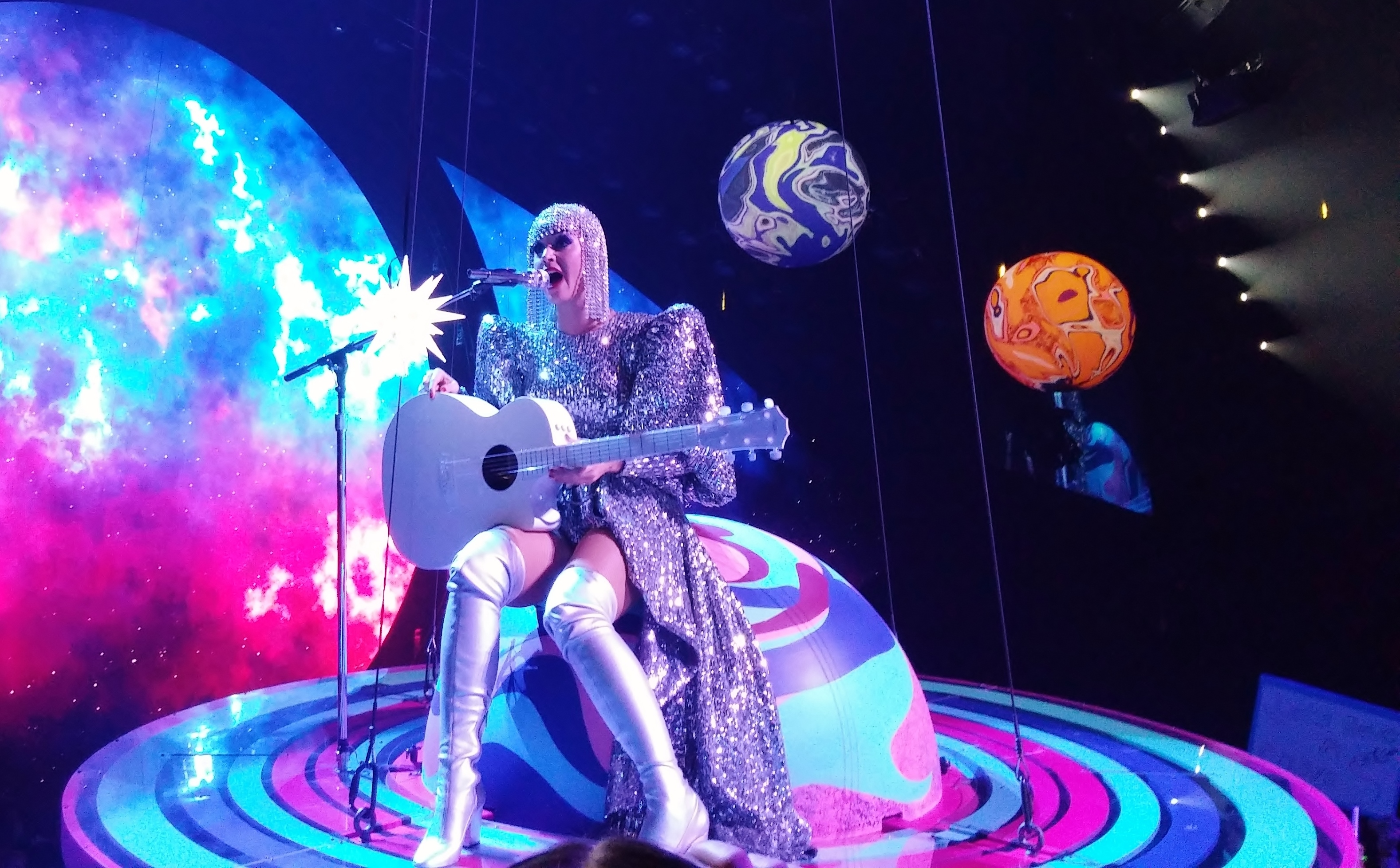
Perry při písni Thinking of You během turné Witness: The Tour

| Země                              | Pozice (2009) |
| --------------------------------- | ------------- |
| Austrálie (ARIA)                  | 34            |
| Česko (Rádio Top 100)             | 12            |
| Evropa (European Hot 100 Singles) | 20            |
| Francie (SNEP)                    | 11            |
| Itálie (FIMI)                     | 14            |
| Kanada (Canadian Hot 100)         | 24            |
| Německo (Official German Charts)  | 19            |
| Rakousko (Ö3 Austria Top 40)      | 18            |
| UK (Official Charts Company)      | 27            |
| US {Billboard Hot 100)            | 29            |